# Donghai Airlines

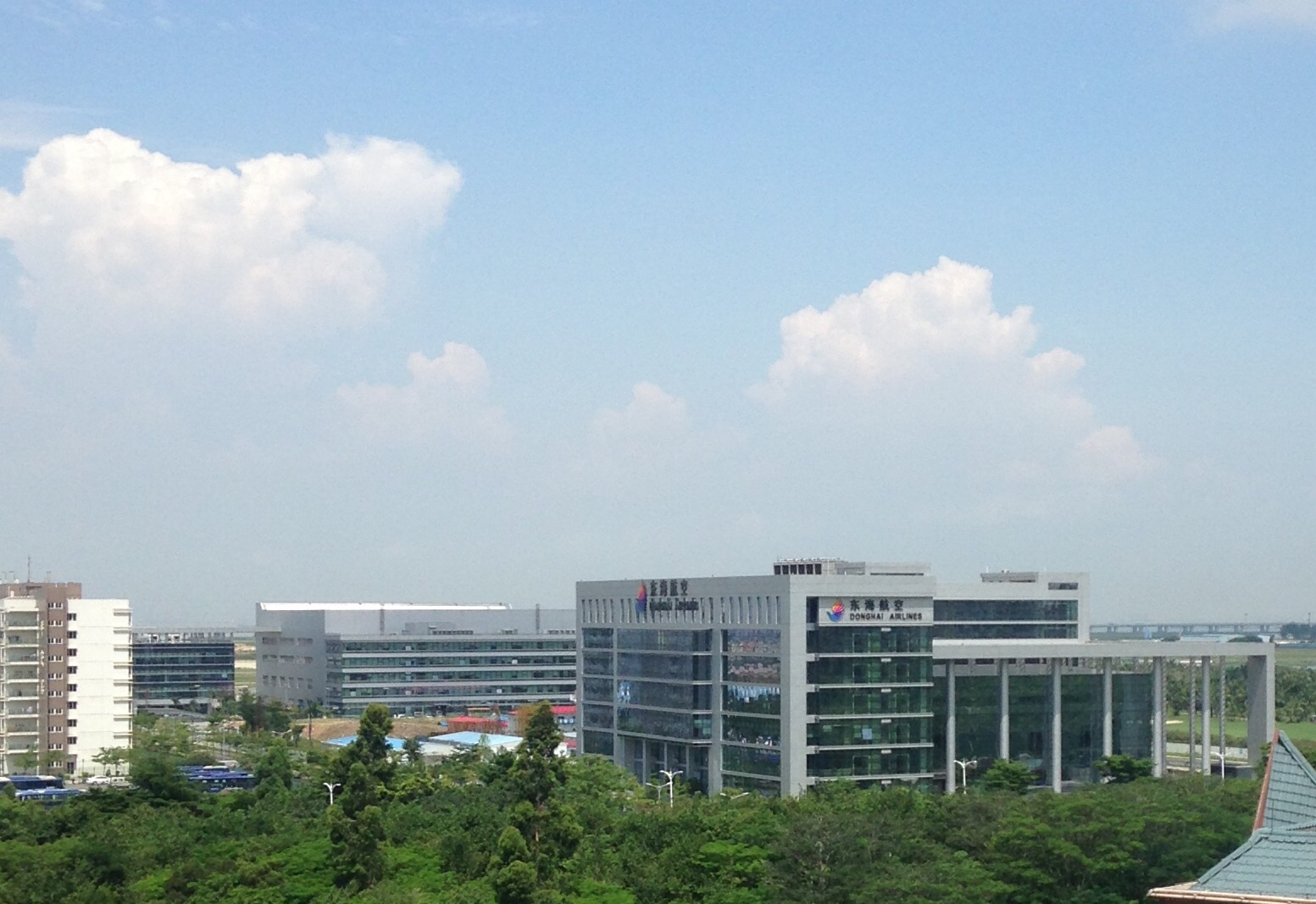
Штаб-квартира авиакомпании Donghai Airlines в офисном здании Shenzhen Airlines

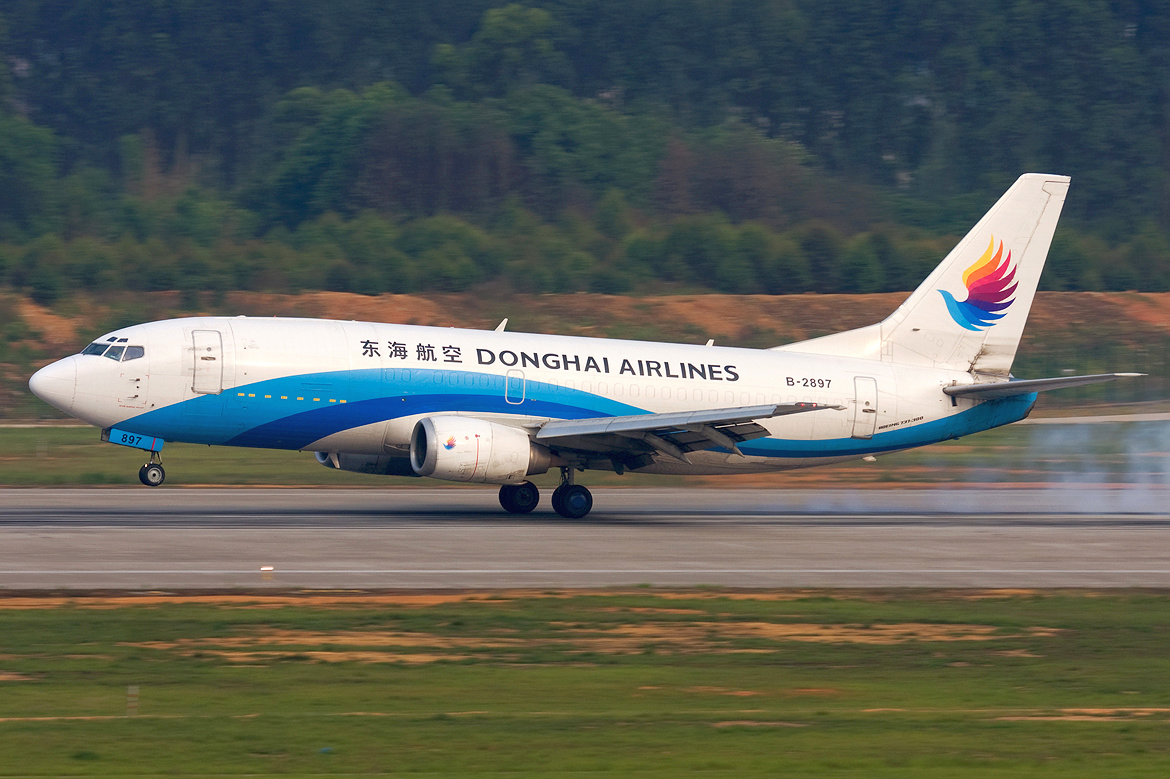
Грузовой Boeing 737-300F авиакомпании Donghai Airlines в международном аэропорту Чэнду Шуанлю, 2011 год

Donghai Airlines (кит. 东海航空) — китайская авиакомпания со штаб-квартирой в городе Шэньчжэнь (провинция Гуаньдун, КНР), работающая в сфере региональных пассажирских и грузовых перевозок.
Портом приписки перевозчика и его главным транзитным узлом (хабом) является международный аэропорт Шэньчжэнь Баоань.

## История
Авиакомпания Jetwin Cargo Airline была образована в ноябре 2002 года. Первыми владельцами перевозчика стали инвестиционные холдинги «Orient Holdings Group» (65 %) гонконгский «East Pacific Holdings» (35 %).
В 2006 года произошла смена собственников в следующих долях: «Shenzhen Donggang Trade» (51 %), «Donghai United Group» (25 %) и «Yonggang» (24 %), и изменилось официальное название на East Pacific Airlines. В ноябре 2006 года компания получила свои первые самолёты — переоборудованные из пассажирских в грузовые три лайнера Boeing 737 Classic.
В 2010 году авиакомпания очередной раз сменила название на действующее в настоящее время Donghai Airlines и заказала для своего дочернего подразделения «Donghai Jet Co. Ltd.» пять бизнес-джетов Bombardier CL-600.
В 2015 году Donghai Airlines объявила о планах по существенному расширению деятельности, включая выход в течение 5-8 лет на дальнемагистральные международные маршруты, и увеличение воздушного флота до 120 самолётов к 2025 году.

## Маршрутная сеть

### Пассажирские
| Страна | Провинция           | Город     | Аэропорт                                 | Примечания |
| Китай  | Гуандун             | Шэньчжэнь | международный аэропорт Шэньчжэнь Баоань  | хаб        |
| Китай  | Чжэцзян             | Нинбо     | международный аэропорт Нинбо Лишэ        |            |
| Китай  | Ляонин              | Далянь    | международный аэропорт Далянь Чжоушуйцзы |            |
| Китай  | Хэйлунцзян          | Харбин    | международный аэропорт Харбин Тайпин     |            |
| Китай  | Внутренняя Монголия | Хайлар    | аэропорт Хайлар Дуншань                  |            |
| Китай  | Цзянсу              | Нанкин    | международный аэропорт Нанкин Лукоу      |            |
| Китай  | Гирин               | Чанчунь   | международный аэропорт Чанчунь Лунцзя    |            |
| Китай  | Хайнань             | Хайкоу    | международный аэропорт Хайкоу Мэйлань    |            |
| Китай  | Юньнань             | Куньмин   | международный аэропорт Куньмин Чаншуй    |            |
| Китай  | Ляонин              | Шэньян    | международный аэропорт Шэньян Таосянь    |            |

## Флот
В ноябре 2015 года воздушный флот авиакомпании Donghai Airlines составляли следующие самолёты
| Тип самолёта               | В эксплуатации | Заказано | Примечания |
| Boeing 737-300F            | 5              |          | грузовые   |
| Boeing 737 Next Generation | 8              | 19       |            |
| Всего                      | 13             | 19       |            |